# 17447 Heindl
17447 Heindl este o planetă minoră (asteroid) din centura de asteroizi. A fost descoperită pe 25 aprilie 1990 la Observatorul Palomar de Eleanor F. Helin. 
Obiectul prezintă o orbită caracterizată de o semiaxă mare de 1,9407957 UAi, o excentricitate de 0,12, o înclinație de 24,79954 ° în raport cu ecliptica.